# Élisabeth Marquet
Élisabeth Marquet, née le 20 novembre 1960, est une femme politique française, maire de Jarzé Villages. Elle est maire de Jarzé Villages depuis la création de la commune en 2016. 

## Biographie
Elle devient maire de Jarzé Villages le 8 janvier 2016, à la suite de la création de la commune nouvelle.
Elle devient députée de la 3e circonscription de Maine-et-Loire le 1er août 2020, en remplacement de Jean-Charles Taugourdeau. Elle démissionne le jour-même, préférant conserver ses fonctions d'élue locale, entrainant ainsi une élection législative partielle dans sa circonscription.

## Détail des fonctions et des mandats

### En cours
- Depuis le 5 janvier 2017 : Conseillère communautaire d'Anjou Loir et Sarthe
- Depuis le 8 janvier 2016 : Conseillère municipale et maire de Jarzé Villages

### Passés
- 1er août 2020 : Députée de la 3e circonscription de Maine-et-Loire
- 1995 – 31 décembre 2015 : Maire de Jarzé